# حاييم روزن
حاييم باروخ روزن (بالعبرية: חיים ברוך רוזן) (4 مارس 1922 - 2 أكتوبر 1999) كان أستاذًا في اللسانيات العامة واللغويات الهندو أوروبية في الجامعة العبرية في القدس.
وحصل على جائزة إسرائيل في اللغويات في عام 1978  وكان عضوا في الأكاديمية الوطنية الإسرائيلية للعلوم.

## حياته
ولد حاييم روزن في فيينا عاصمة النمسا عام 1922. هاجر إلى فلسطين عام 1938 عشية الحرب العالمية الثانية. درس الأدب الكلاسيكي في الجامعة العبرية في القدس، وحصل على درجة الدكتوراه عام 1948. تأثر بأستاذه يوحنان ليفي.
وبالتعاون مع يعقوب بولوتسكي، أسس قسم اللغويات في الجامعة العبرية. وكان أحد مؤلفي المداخل الخاصة بموضوع اللسانيات في الموسوعة العبرية.
في عام 1981 انتخب عضوا في الأكاديمية الوطنية الإسرائيلية للعلوم. في عام 1992 حصل على جائزة هومبولت.
مجالات بحث روزن هي اللغات الهندو أوروبية واللغويات العامة المقارنة. نشر عددًا من المقالات والكتب حول اللغات السامية، وخاصة اللغة العبرية الإسرائيلية. كتابه المهم «لغتنا العبرية: شكلها في ضوء الأساليب اللغوية»، وصدر عام 1955 من دار نشر عام عوفيد. وفيه يصف عملية تشكيل اللغة العبرية الحديثة كلغة سامية قديمة مقترنة بالتأثيرات الغربية الحديثة.
كان روزن (مع حاييم بلانك) من أوائل علماء اللغة الذين رأوا اللغة العبرية الحديثة كلغة متماسكة تستحق الدراسة. وساد حتى ذلك الوقت، الموقف القائل بأن اللغة العبرية الحديثة هي نوع من مجموعة غير منظمة من العناصر من طبقات اللغة السابقة واللغات الأجنبية. أظهر روزين في كتبه «لغتنا العبرية» و«العبرية الجيدة» و«المرشد إلى العبرية الإسرائيلية»، أن اللغة العبرية الإسرائيلية تحتفظ بنظام لغوي مستقر بدرجة كافية تتشابه خصائصه وعملياته مع تلك الموجودة في أي لغة منطوقة. وعندما قدم روزن آرائه لأول مرة في الخمسينيات من القرن الماضي، تعرض لانتقادات حادة وبدأ جدل واسع النطاق بين العلماء واللغويين العبريين، ولكن في نهاية القرن العشرين، أصبح نهج روزن هو الاتجاه السائد بين اللغويين العبريين.
تكريما له صدرت مجموعة من المقالات في ثلاثة مجلدات بعنوان «الشرق والغرب».
زوجته، هانا روزن، لغوية متخصصة في اللغات اليونانية واللاتينية واللغات السلتية، وهي أستاذة فخرية في الجامعة العبرية في القدس.

## روابط خارجية
- حاييم روزن، على الموقع الإلكتروني للجامعة العبرية في القدس (بالإنجليزية)